# Епсом (Нью-Гемпшир)
Епсом (англ. Epsom) — місто (англ. town) в США, в окрузі Меррімак штату Нью-Гемпшир. Населення — 4834 особи (2020).

## Демографія
Згідно з переписом 2010 року, у місті мешкало 4566 осіб у 1706 домогосподарствах у складі 1267 родин. Було 1839 помешкань
Расовий склад населення:
| - 97,9 % — білих - 0,6 % — азіатів - 0,4 % — чорних або афроамериканців - 0,1 % — корінних американців |

До двох чи більше рас належало 0,8 %. Частка іспаномовних становила 0,6 % від усіх жителів.
За віковим діапазоном населення розподілялося таким чином: 22,8 % — особи молодші 18 років, 62,5 % — особи у віці 18—64 років, 14,7 % — особи у віці 65 років та старші. Медіана віку мешканця становила 43,0 року. На 100 осіб жіночої статі у місті припадало 96,1 чоловіків;  на 100 жінок у віці від 18 років та старших — 93,2 чоловіків також старших 18 років.
Середній дохід на одне домашнє господарство  становив 97 134 долари США (медіана — 67 008), а середній дохід на одну сім'ю — 116 549 доларів (медіана — 90 516). Медіана доходів становила 55 203 долари для чоловіків та 46 736 доларів для жінок. За межею бідності перебувало 3,8 % осіб, у тому числі 7,7 % дітей у віці до 18 років та 4,0 % осіб у віці 65 років та старших.
Цивільне працевлаштоване населення становило 2519 осіб. Основні галузі зайнятості: освіта, охорона здоров'я та соціальна допомога — 30,4 %, роздрібна торгівля — 15,9 %, публічна адміністрація — 8,2 %, будівництво — 7,8 %.